# Jaroslav Vorel
Jaroslav Vorel – czeski kierowca wyścigowy.

## Życiorys
Karierę sportową rozpoczął na początku lat 70. od startów Škodą 1000 MB w lokalnych rajdach czechosłowackich. W drugiej połowie dekady podjął się startów samochodami wyścigowymi. Rywalizował wówczas w wyścigach górskich, początkowo modelem MTX 1-02, a od 1983 roku także MTX 1-06. W sezonie 1984 Vorel zdobył mistrzostwo Czechosłowacji Formuły Easter w wyścigach górskich. W tym samym roku zadebiutował w Pucharze Pokoju i Przyjaźni.
W 1985 roku wraz z Karelem Dlouhým opracował pojazd KDV 3 z monokokiem z duraluminium, napędzany silnikiem Łada. Używając tego pojazdu, Vorel został wicemistrzem Czechosłowackiej Formuły Easter w 1986 roku oraz drugim wicemistrzem rok później. Ponadto w 1987 roku zajął siódme miejsce w klasyfikacji Pucharu Pokoju i Przyjaźni. W sezonie 1986 wziął udział Volkswagenem Golfem GTI w wyścigu ETCC na torze Masaryk Circuit. W 1988 roku rozpoczął starty w Formule Mondial i zdobył wówczas mistrzostwo kraju. W 1989 roku zawodnik rozpoczął ściganie się KDV 4. Był to samochód Formuły 3 z silnikiem Volkswagen o mocy 185 KM. Vorel zadebiutował wówczas tym pojazdem w Niemieckiej Formule 3, uczestnicząc w dwóch eliminacjach i zdobywając dwa punkty.
Po rozpadzie Czechosłowacji uczestniczył w wyścigach górskich. W 1997 roku wystartował w jednej eliminacji cyklu International Sports Racing Series, ścigając się PRC MP3. Zajął wówczas dziewiąte miejsce w Brnie. Natomiast w 1998 roku uczestniczył w Interserii.
Na początku lat 90. założył przedsiębiorstwo Autospektrum Vorel (ASV), zajmującą się frezowaniem CNC i próżniowym formowaniem tworzyw sztucznych.

## Wyniki
| Legenda oznaczeń w tabelach wyników Wyświetl szablon na nowej stronie | Legenda oznaczeń w tabelach wyników Wyświetl szablon na nowej stronie                                                                     |
| Oznaczenie                                                            | Wyjaśnienie |
| --------------------------------------------------------------------- | --- |
| Złoty                                                                 | Zwycięzca lub mistrzostwo |
| Srebrny                                                               | 2. miejsce lub wicemistrzostwo |
| Brązowy                                                               | 3. miejsce lub II wicemistrzostwo |
| Zielony                                                               | Ukończył, punktował (w klasyfikacji generalnej, gdy zdobył co najmniej jeden punkt na przestrzeni sezonu, poza trzema powyższymi opcjami) |
| Niebieski                                                             | Ukończył, nie punktował (w klasyfikacji generalnej, gdy nie zdobył co najmniej jednego punktu na przestrzeni sezonu)                      |
| Czerwony                                                              | Nie zakwalifikował się (NZ) |
| Czerwony                                                              | Nie prekwalifikował się (NPK) |
| Różowy                                                                | Nie ukończył (NU) |
| Różowy                                                                | Niesklasyfikowany (NS) (w klasyfikacji generalnej, gdy nie został sklasyfikowany w żadnym wyścigu sezonu)                                 |
| Czarny                                                                | Zdyskwalifikowany (DK) |
| Czarny                                                                | Wykluczony (WYK/EX) |
| Biały                                                                 | Nie wystartował (NW) |
| Biały                                                                 | Kontuzjowany (K/INJ) |
| Biały                                                                 | Wyścig odwołany (OD/C) |
| Bez koloru                                                            | Został wycofany (WYC/WD) |
| Bez koloru                                                            | Nie przybył (NP/DNA) |
| Bez koloru                                                            | Nie brał udziału w treningach (NT/DNP) |
| Bez koloru                                                            | Nie został zgłoszony (–) |
| Pogrubienie                                                           | Start z pole position |
| Kursywa                                                               | Najszybsze okrążenie wyścigu |
| †                                                                     | Nie ukończył, ale jego rezultat został zaliczony ze względu na przejechanie więcej niż 90% dystansu wyścigu.                              |
| *                                                                     | Sezon w trakcie |
| 1/2/3                                                                 | Punktowana pozycja w sprincie kwalifikacyjnym                                                                                             |
| Lista systemów punktacji Formuły 1                                    | |

### European Touring Car Championship
| Rok  | Zespół                 | Samochód            | Wyniki w poszczególnych eliminacjach | Wyniki w poszczególnych eliminacjach | Wyniki w poszczególnych eliminacjach | Wyniki w poszczególnych eliminacjach | Wyniki w poszczególnych eliminacjach | Wyniki w poszczególnych eliminacjach | Wyniki w poszczególnych eliminacjach | Wyniki w poszczególnych eliminacjach | Wyniki w poszczególnych eliminacjach | Wyniki w poszczególnych eliminacjach | Wyniki w poszczególnych eliminacjach | Wyniki w poszczególnych eliminacjach | Wyniki w poszczególnych eliminacjach | Wyniki w poszczególnych eliminacjach | Pkt. | Msc. |
| ---- | ---------------------- | ------------------- | ------------------------------------ | ------------------------------------ | ------------------------------------ | ------------------------------------ | ------------------------------------ | ------------------------------------ | ------------------------------------ | ------------------------------------ | ------------------------------------ | ------------------------------------ | ------------------------------------ | ------------------------------------ | ------------------------------------ | ------------------------------------ | ---- | ---- |
| 1986 |                        |                     | Włochy                               | Wielka Brytania                      |                                      | Włochy                               | Szwecja                              | Czechosłowacja                       | Austria                              |                                      | Belgia                               | Wielka Brytania                      | Francja                              | Belgia                               | Hiszpania                            | Portugalia                           | 0    | NS   |
| 1986 | AMK OKD Koncern Paskov | Volkswagen Golf GTI | -                                    | -                                    | -                                    | -                                    | -                                    | NU                                   | -                                    | -                                    | -                                    | -                                    | -                                    | -                                    | -                                    | -                                    | 0    | NS   |

### Puchar Pokoju i Przyjaźni
| Rok  | Samochód | Silnik | Wyniki w poszczególnych eliminacjach | Wyniki w poszczególnych eliminacjach | Wyniki w poszczególnych eliminacjach | Wyniki w poszczególnych eliminacjach | Wyniki w poszczególnych eliminacjach | Wyniki w poszczególnych eliminacjach | Pkt. | Msc. |
| ---- | -------- | ------ | ------------------------------------ | ------------------------------------ | ------------------------------------ | ------------------------------------ | ------------------------------------ | ------------------------------------ | ---- | ---- |
| 1984 |          |        | Czechosłowacja                       | Polska                               |                                      |                                      |                                      |                                      | 39   | 26   |
| 1984 | MTX 1-06 | Łada   | 6                                    | -                                    | -                                    | -                                    | -                                    | -                                    | 39   | 26   |
| 1987 |          |        | Polska                               |                                      |                                      |                                      |                                      |                                      | 114  | 7    |
| 1987 | KDV 3    | Łada   | -                                    | 8                                    | 7                                    | 6                                    |                                      |                                      | 114  | 7    |

### Niemiecka Formuła 3
| Rok  | Zespół         | Samochód | Silnik     | Wyniki w poszczególnych eliminacjach | Wyniki w poszczególnych eliminacjach | Wyniki w poszczególnych eliminacjach | Wyniki w poszczególnych eliminacjach | Wyniki w poszczególnych eliminacjach | Wyniki w poszczególnych eliminacjach | Wyniki w poszczególnych eliminacjach | Wyniki w poszczególnych eliminacjach | Wyniki w poszczególnych eliminacjach | Wyniki w poszczególnych eliminacjach | Wyniki w poszczególnych eliminacjach | Wyniki w poszczególnych eliminacjach | Pkt. | Msc. |
| ---- | -------------- | -------- | ---------- | ------------------------------------ | ------------------------------------ | ------------------------------------ | ------------------------------------ | ------------------------------------ | ------------------------------------ | ------------------------------------ | ------------------------------------ | ------------------------------------ | ------------------------------------ | ------------------------------------ | ------------------------------------ | ---- | ---- |
| 1989 |                |          |            |                                      |                                      |                                      | Czechosłowacja                       | Austria                              |                                      |                                      |                                      |                                      |                                      |                                      |                                      | 2    | 38   |
| 1989 | MSC 12 München | KDV 4    | Volkswagen | -                                    | -                                    | -                                    | -                                    | -                                    | -                                    | -                                    | -                                    | -                                    | -                                    | 17                                   | 19                                   | 2    | 38   |
| 1990 |                |          |            | Belgia                               |                                      |                                      |                                      |                                      |                                      | Austria                              |                                      |                                      |                                      |                                      |                                      | 0    | NS   |
| 1990 | MSC 12 München | KDV 4    | Volkswagen | -                                    | -                                    | -                                    | -                                    | -                                    | NZ                                   | NW                                   | NW                                   | -                                    | -                                    | -                                    |                                      | 0    | NS   |